# British Institution

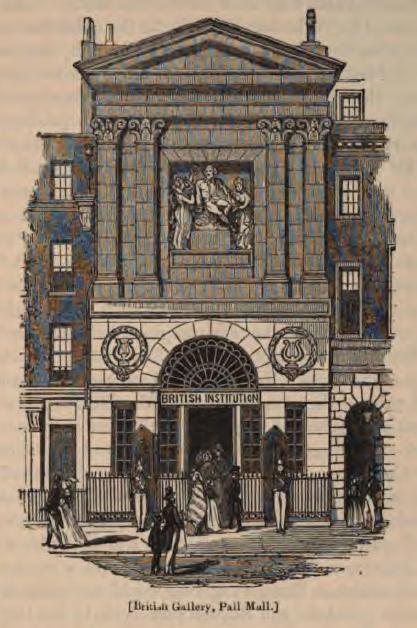
El edificio de la British Institution en un grabado de London (1851) editado por Charles Knight

La British Institution (cuyo nombre completo era British Institution for Promoting the Fine Arts in the United Kingdom; creada en 1805 y disuelta en 1867) fue una sociedad privada fundada en Londres en el siglo XIX con el objetivo de exhibir obras de artistas tanto vivos como fallecidos; también fue conocida con los nombres de Pall Mall Picture Galleries y British Gallery, estuvo situada en el n.º 52 de Pall Mall.
A diferencia de la Royal Academy, admitía entre sus miembros solamente a expertos, en su mayoría nobles, en vez de artistas, lo que a la larga supuso la aparición de tensiones entre el gusto conservador de aquellos y los artistas británicos que pretendían lograr su apoyo.
En su galería situada en Pall Mall la institución organizó por primera vez exposiciones temporales de las obras de los grandes maestros del pasado, que alternaban con otras destinadaas a la venta de trabajos de artistas vivos; ambas se convirtieron rápidamente en parte del calendario de las actividades sociales y artísticas de Londres.
A partir de 1807 se instituyeron premios para los artistas y fondos adicionales que se emplearon en la compra de obras para la nación.